# كمال المعلم
كمال المعلم فنان تشكيلي ونحات سعودي ولد في سيهات في المنطقة الشرقية من السعودية عام 1954م. أقام المعلم عشرات المعارض التشكيلية كما أنجز أعمال السدو والنحت، وشارك في العديد من متلقيات النحت العالمية، ومن أبرزها ملتقى «سمبيزيوم تشانغشون الدولي للنحت» في الصين.

## النشأة
عاش المعلم يتيماً بعد وفاة أمه وهو في عمر الثالثة، ثم توفي والده وهو في الصف المتوسط. وقد نشأ في رعاية أخويه: عبد الوهاب المعلم ومحمد المعلم.

## التعليم
- حصل على بكالوريوس فنون جميلة بدرجة امتياز من أكاديمية الفنون الجميلة بفلورنسا في إيطاليا في عام 1982.[4]

## العمل
- أشرف منذ عام 1983 ولسنوات على الأنشطة الفنية والثقافية في مكتب الرئاسة العامة لرعاية الشباب في المنطقة الشرقية.
- عضو مؤسس للجمعية السعودية للفنون التشكيلية.

## البدايات الفنية
يقول كمال المعلم عن بداياته: «كانت بداياتي، بالخط العربي، ثم تطور إلى الرسم. وكنت وقتها كثير الاطلاع والسفر وأجلب معي كتباً كثيرة من الخارج، بالإضافة إلى الألوان. وفي تلك الفترة كنت أسافر إلى دول عربية كمصر والعراق. وأتذكر أن أول كراسة (خط) اقتنيتها كانت للخطاط العراقي هاشم محمد البغدادي، وكانت في العراق وتحديداً في العام الذي مات فيه الخطاط البغدادي (1973)، حتى أني احتفظت لفترة طويلة، بقصاصة لخبر وفاته في لندن عندما كان يشرف على طباعة القرآن. قبل مرحلة الدراسة الثانوية العامة، كان حلمي أن أدرس في فلورانس، لأن هذه المدينة الإيطالية، منبع عصر النهضة في أوروبا، تاريخياً. وفعلًا، بعد إتمام مرحلة الثانوية، حاولت أن أحصل على بعثة وسعيت لذلك، والتقيت بالأمير فيصل بن فهد رحمه الله، واستجاب لطلبي».

## معارض فنية ومشاركات
- أقام معرض كولافيرا العالمي وفاز بإحدى جوائزه في عام 1981.
- أقام معرض الخريف بفلورنسا (قادا) في عام 1982.
- معرض بلاقو وفاز بالمركز الاول مع شهادة دبلوم شرف في عام 1982.
- أشرف ونظم المهرجان السعودي الثقافي الذي أقيم في نيودلهي في الهند عام 1984.
- أقام معرضه الشخصي (فرسي) بنسخته الأولى عام 1995م في مكتب رعاية الشباب في الدمام.
- أقام معرض (فرسي) أيضاً في الكويت عام 1996، وفي الشارقة 1996، وفي جدة عام 1997 وفي البحرين عام 1998.
- شارك في سمبيزيوم تشانغشون الدولي التاسع للنحت في الصين عام 2008م. ونفذ أثناء مشاركته مجسماً بعنوان (حرير الخيل)، وهو عبارة عن فرس تلد فلوها بتكوين مختلف ومميز.
- شارك في سمبيزيوم تشانغشون الدولي العاشر للنحت في الصين عام 2009م. ونفذ مجسماً بحجم كبير بعنوان (عنتر وعبلة)، ويمثل فرسين الأول بلونه الأسود (عنتر) والثاني بلونه الأبيض (عبلة) في محاوله عناق، وكتب على إحدى الجهات من المجسم بعض أبيات الشعر المشهورة لعنترة باللغات: العربية والصينية والانجليزية.[5]
- اختير لتمثيل السعودية في مهرجان مجموعة العشرين (G20) في كوريا الجنوبية في نوفمبر 2010م.[6]
- شارك في سمبيزيوم تشانغشون الدولي الثاني عشر للنحت في الصين عام 2011م. ونفذ مجسماً بعنوان (العاديات).[7]
- شارك في (سمبوزيوم نقوش الخبر) مع 10 من أشهر النحاتين السعوديين عام 2018.[8][4]
- شارك في ملتقى المدينة المنورة للنحت الحي عام 2018.[9]
- شارك في ملتقى تطوان الدولي للنحت في المغرب عام 2019م.[10]
- مثل السعودية في معرض الشباب الثالث في ليبيا وفاز بالمركز الاول.
- شارك في معارض للخيل في قطر واليونان وجدة والبحرين والقاهرة ودبي وإيطاليا.[11][12]

## الجوائز
فاز بالجائزة الأولى للنحت في معرض الفن السعودي المعاصر الثامن عشر عام 2014.